# Santa Cristina d’Aro
Santa Cristina d’Aro ist eine katalanische Gemeinde in der Provinz Girona im Nordosten Spaniens. Sie liegt in der Comarca Baix Empordà. Viele Einwohner der Gemeinde arbeiten in den Nahe gelegenen Resorts der Costa Brava.

## Geschichte
Traditionell von der Stadt Castell d’Aro abhängig, entstand 1858 die Gemeinde Santa Cristina d’Aro aus der Trennung von vier bis dahin Castell d’Aro zugeordneten Pfarreien: Bell-lloc, Santa Cristina, Solius und Romanyà de la Selva.

## Einwohnerentwicklung
| 1900 | 1930 | 1950 | 1970 | 1981 | 1986 | 2019 |
| ---- | ---- | ---- | ---- | ---- | ---- | ---- |
| 1069 | 1034 | 985  | 980  | 1281 | 1448 | 5223 |